# Asef Bayat

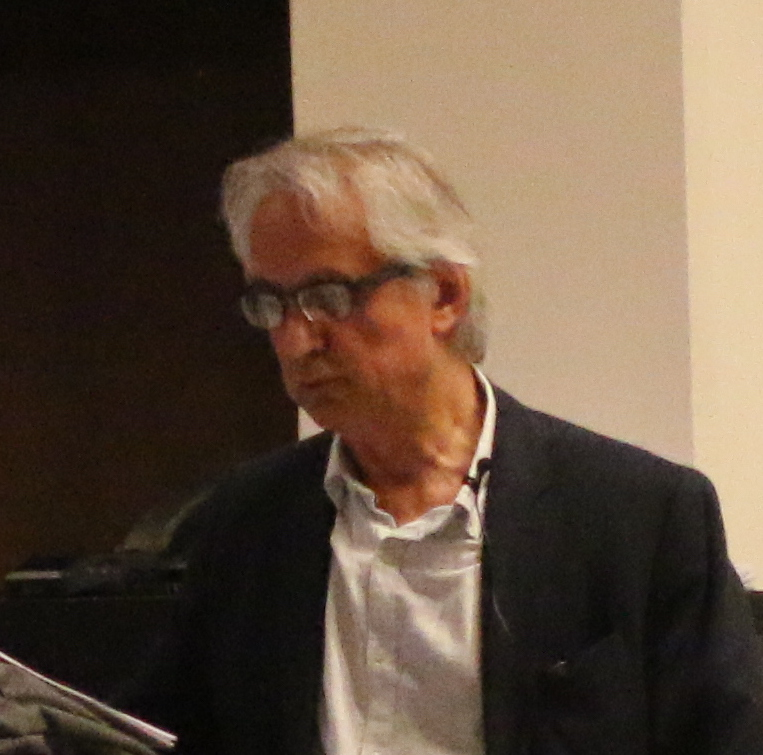
Asef Bayat

Asef Bayat is wetenschappelijk directeur van The International Institute for the Study of Islam in the Modern World. In ISIM, dat in Leiden is gevestigd, zijn vier Nederlandse universiteiten vertegenwoordigd; de Universiteit van Amsterdam, Universiteit Leiden, Radboud Universiteit Nijmegen en Universiteit Utrecht. Asef Bayat bekleedt de Leidse ISIM-leerstoel, en hield op dinsdag 26 april 2005 zijn oratie, getiteld Islam and Democracy: Perverse Charm of an Irrelevant Question. In zijn oratie legt hij uit waarom hij een hekel heeft aan de vaak gestelde vraag of de islam verenigbaar is met de democratie.